# Гауденц Б. Руф (награда)
Наградата „Гауденц Б. Руф“ за ново българско изкуство е основана от Гауденц Бернхард Руф през 2007 г.
Гауденц Бернхард Руф е посланик на Швейцария в България от 1995 до 2000 г., адвокат и колекционер, опознал богатия културен живот на България и убеден в нейния творчески потенциал. Наградата се осигурява финансово от фонд, създаден в Швейцария.
Тя има за цел да стимулира и популяризира български художествени постижения в областта на визуалните изкуства и да извежда във фокус творчеството на младите поколения.
От 2007 до 2011 г. наградата е присъждана всяка година на един млад и на един утвърден творец. През този период за нея се състезават общо 560 кандидати, 79 от които са номинирани за отличието. При първите си издания финансовият израз на наградата е 2500 евро за младите и 4500 евро за утвърдените автори.
От 2012 г. наградата „Гауденц Б. Руф“ осигурява финансова подкрепа за изпълнение на произведения на изкуството от български автори и за събития, които представят съвременно българско визуално изкуство в България и чужбина. Потенциални бенефициенти са индивидуални художници и организатори на събития предимно с българска националност, които работят в сферата на визуалните изкуства. Общият годишен фонд на наградата възлиза на 18 000 евро, разпределяни така: за самостоятелни проекти се отпускат суми до 1000 евро, а за групови – до 4000 евро.

## Носители
- 2007[5][7][8][9]
  - Категория „Млади творци“ – Светозара Александрова
  - Категория „Утвърдени творци“ – Красимир Терзиев
- 2008[10]
  - Категория „Млади творци“ – Бора Петкова
  - Категория „Утвърдени творци“ – Аделина Попнеделева
- 2009[11][12][13]
  - Категория „Млади творци“ – Стефания Батоева
  - Категория „Утвърдени творци“ – Надежда Олег Ляхова
- 2010[14][15]
  - Категория „Млади творци“ – Стела Василева
  - Категория „Утвърдени творци“ – Иван Мудов
- 2011[2][16]
  - Категория „Млади творци“ – Миряна Тодорова
  - Категория „Утвърдени творци“ – Самуил Стоянов